# 2403 Šumava
2403 Šumava è un asteroide della fascia principale. Scoperto nel 1979, presenta un'orbita caratterizzata da un semiasse maggiore pari a 2,5478782 UA e da un'eccentricità di 0,1291730, inclinata di 3,30151° rispetto all'eclittica.
L'asteroide prende il nome dall'omonima catena montuosa della Repubblica Ceca, nota in italiano col nome di Selva Boema.